# Michelangelo Frammartino
Michelangelo Frammartino (nacido en 1968) es un cineasta italiano.

## Biografía
Michelangelo Frammartino nació en Milán de padres calabreses en 1968. En 1991 se matriculó en la Facultad de Arquitectura del Politécnico de Milán. Entre 1994 y 1997 asistió a la escuela de cine de Milán, Civica Scuola del Cinema, donde produjo instalaciones de videoarte y trabajó como escenógrafo para películas y videoclips. También rodó varios cortometrajes: Tracce (1995), L'Occhio e lo Spirito (1997), BIBIM (1999), Scappa Valentina (2001), Io Non Posso Entrare (2002).
Su primer largometraje, Il Dono, se estrenó en el Festival de Locarno en 2003. Su siguiente película, Le quattro volte (2010), fue seleccionada en la Quincena de Realizadores de Cannes, donde ganó el Label Europa Cinema.
Desde 2005 enseña cine en la Universidad de Bérgamo. En diciembre de 2013 impartió un taller en la Universidad de Calabria.
Su película Il buco (2021) fue seleccionada para la competición principal del 78.º Festival Internacional de Cine de Venecia, donde recibió críticas positivas y ganó el Premio Especial del Jurado.

## Filmografía

### Largometrajes
- Il dono (2003)
- Le quattro volte (2010)
- Il buco (2021)